# Matabeleland Północny
Matabeleland Północny – prowincja położona w zachodniej części Zimbabwe. Graniczy z prowincjami Midlands na wschodzie i Mashonaland Zachodni na północnym wschodzie, oraz z prowincją Matabeleland Południowy i miastem Bulawayo na południu. Północna granica jest wyznaczana przez rzekę Zambezi, zaś zachodnią granicę prowincji stanowi granica kraju z Botswaną. Prowincja ma powierzchnię 75 025 km², mieszka w niej ok. 700 000 mieszkańców (2002). Stolicą prowincji jest Lupane. Jedyne miasta to Hwange i Victoria Falls.
Prowincja nosi nazwę Matabeleland od etnicznego ludu Matabele (Ndebele) zamieszkującego te ziemie.
Prowincja Matabeleland Północny została utworzona wskutek podziału dawnej prowincji Matabeland w 1974 r. W 1997 r. prowincja uległa kolejnej zmianie terytorialnej, kiedy jej dawna stolica Bulawayo oddzieliła się od niej.

## Geografia
Region Matabeland, którego częścią jest Matabeland Północny, jest charakteryzowany ogólnie jako bardzo niegościnny dla człowieka w porównaniu z innymi regionami Zimbabwe. Występują tu mniejsze opady deszczu niż w prowincjach takich jak Mashonland, z tego powodu zdarzają się problemy z zaopatrzeniem w wodę. Region jest także mniej żyzny od innych prowincji, dlatego nie produkuje się tu roślin w celach eksportowych, a drobni farmerzy mają często problemy z wyżywieniem swoich rodzin. Jednak podczas ery kolonialnej utworzono tu wiele farm bydła, co udowodniło, że hodowla zwierząt na tych terenach jest bardziej opłacalna niż produkcja typowo rolnicza.
Górne partie rzeki Nata płyną przez Matabeleland Północny zanim przekroczą granicę z Botswaną, gdzie wlewają się do solniska Makgadikgadi.

## Podział administracyjny i polityka

### Dystrykty
Matabeleland Północny jest podzielony na 7 dystryktów:
- Binga (dystrykt)
- Bubi
- Hwange
- Lupane
- Nkayi
- Tsholotsho
- Umguza

### Wybory
Region jest uważany za bardzo niezależny, jeżeli chodzi o politykę. W ostatnich wyborach z marca 2008 r. oba ugrupowania MDC zdobyły łącznie osiem miejsc w delegacji do Izby Zgromadzenia, podczas gdy ZANU-PF zdobyło cztery miejsca. Jeden mandat objął kandydat niezależny. W Senacie MDC zajęło łącznie pięć miejsc, a ZANU-PF jedno.